# Аг-Гядук
Аг-Гяду́к — гірська вершина у північно-східній частині Великого Кавказу. Знаходиться на півночі Азербайджану.